# Šabac
Šabac (serbisch-kyrillisch Шабац; deutsch veraltet Schabatz, Sabatsch) ist eine Stadt in Serbien am Fluss Save und Hauptverwaltungssitz des Verwaltungsbezirk Mačva. Die Einwohnerzahl liegt laut Volkszählung von 2011 bei 52.822. Die Etymologie des neuen wie des alten Namens ist unklar. Er leitet sich möglicherweise aus dem Flussnamen Save ab.

## Geschichte
Die Stadt wurde erstmals 1454 in einem Dokument mit dem Namen Zaslon erwähnt. Sie war ein Teil des Nemanjiden-Reichs, bis sie dann im 15. Jahrhundert an die Osmanen fiel. 1470 erbauten die Osmanen die erste Festung in der Stadt mit dem Namen Bejerdelen (übersetzt: 'die von der Seite zuschlägt'). Im Laufe der Jahrzehnte gelangte die Stadt, ein strategisch wichtiger Handelsknotenpunkt, mehrmals in österreichischen bzw. osmanischen Besitz. So wurde die Festung am 24. April 1788 im Verlauf des Russisch-Österreichischen Türkenkriegs durch die k.k. Armee erobert.
Die Stadt hatte eine sehr wichtige Rolle während des ersten serbischen Aufstandes. 1806 führte Karađorđe die serbische Widerstandsarmee in der Nähe von Šabac beim Dorf Mišar zu einem der ersten Siege gegen die Osmanische Armee. Die Obrenović-Familie hinterließ auch ihre Spuren bei der Verstädterung und Modernisierung dieser Region und der Stadt Šabac selbst, nach dem zweiten serbischen Aufstand und während der Zeit von Jevrem Obrenović, dem Bruder von Miloš Obrenović. In der Zeit von 1820 bis 1840 wurden die ersten Spitäler, Apotheken, Schulen, Theater und Opern gegründet, die heute zu den ältesten Serbiens gehören.
Die Stadt wurde 1867 mit dem Abzug der letzten türkischen Soldaten vollständig aus der osmanischen Herrschaft befreit. Bereits im Jahre 1883 wurde in Šabac eine Zeitung gedruckt. Šabac war auch die erste Stadt, in der Frauen an Sonntagen Kaffeehäuser besuchen durften. Bis dato war dies nur den Männern vorbehalten.
Während des Ersten Weltkrieges wurde die Stadt von den Mittelmächten eingenommen, wobei es zu Kriegsverbrechen gegen die Bevölkerung kam. Am 17. August 1914 geschah ein Massaker unter den Bewohnern. 120 Einwohner, meist Frauen, Kinder und alte Männer, die man zuvor in die Kirche gesperrt hatte, wurden von k.u.k-Truppen auf Anordnung von Feldmarschallleutnant Kasimir von Lütgendorf im Kirchengarten erstochen oder erschossen und begraben.
Die chemische Fabrik „Zorka“ wurde 1938 in Šabac erbaut; sie trug zur industriellen Entfaltung der Stadt bei. Im April 1941 wurde Šabac während des Balkanfeldzuges fast gänzlich von Truppen der Wehrmacht zerstört; ihre Einwohnerzahl sank von 14.000 auf 7.000. Die Besatzer errichteten das Konzentrationslager Šabac; dort wurden 5.000 Einwohner der Stadt und 20.000 Menschen aus anderen Orten als Partisanenverdächtige inhaftiert und verhört. Bis zum 20. Oktober 1941 wurden 1.000 der Insassen von der als Wachmannschaft eingesetzten 1. Kompanie des Reserve-Polizei-Bataillon 64 exekutiert. Über 7.000 Menschen starben. Ein Teil der Häftlinge kam zum Zwangsarbeitereinsatz oder wurde in das KZ Banjica und das KZ Sajmište überführt. Im Jahr 1944 wurde Šabac von jugoslawischen Partisanen zurückerobert.
Nach dem Zweiten Weltkrieg wurde „Zorka“ wiederaufgebaut und Šabac wurde eine der modernsten Industriestädte Jugoslawiens. In den 1970er Jahren erhöhte sich die Geburtenrate stark, nachdem zuvor viele Wohngebäude, Schulen, Sportplätze, Hallen und Kindergärten erbaut und eröffnet worden waren. Das gesamte Moorgebiet Benska Bara wurde in ein Gebiet für Zuwanderer verwandelt. Zudem verbindet eine neue Brücke über die Save die Stadt besser mit der Peripherie.

## Persönlichkeiten

### Söhne und Töchter der Stadt
- Vladimir Jovanović (1833–1922), Schriftsteller und serbischer Finanzminister
- Stojan Novaković (1842–1915), Schriftsteller, Präsident der Serbischen Königlichen Akademie und zweifacher serbischer Premierminister
- Laza Lazarević (1851–1891), Schriftsteller und Arzt
- Šaban Šaulić (1951–2019), Sänger
- Miroslav Đukić (* 1966), Fußballspieler
- Vladimir Jelesić (* 1976), Handballspieler und -trainer
- Dane Šijan (* 1977), Handballspieler
- Biljana Topić (* 1977), Leichtathletin
- Bojan Neziri (* 1982), Fußballspieler
- Slavica Ćukteraš (* 1985), Sängerin
- Aleksandar Jevtić (* 1985), Fußballspieler
- Ivana Isailović (* 1986), Volleyballspielerin
- Nikola Isailović (* 1986), Handballspieler
- Miloš Adamović (* 1988), Fußballspieler
- Nemanja Matić (* 1988), Fußballspieler
- Petar Đorđić (* 1990), Handballspieler
- Saša Lukić (* 1996), Fußballspieler
- Zoran Mihailović (* 1996), Fußballspieler
- Veljko Birmančević (* 1998), Fußballspieler
- Strahinja Pavlović (* 2001), Fußballspieler

### Persönlichkeiten, die vor Ort gewirkt haben
- Luka Lazarević (1774–1852), Priester, Anführer im Ersten Serbischen Aufstand, Mitglied im Šabacer Magistrat
- Jevrem Obrenović (1790–1856), Bruder von Miloš Obrenović, Gouverneur der Provinz Šabac
- Veselin Vujović (* 1961), Handballer, begann seine Karriere bei Metaloplastika Šabac